# Anna Svantesdotter
Anna Margareta Svantesdotter Sture, född 13 februari 1615 i Mörkö församling, Södermanland, död 26 juli 1646 i Osnabrück, var en svensk grevinna, sist av Stureätten. Med henne dog den mäktiga ätten Sture ut på spinnsidan.

## Biografi
Som den sista av den mäktiga ätten Sture föddes Anna Svantesdotter in i samhällets absoluta toppskikt. Föräldrarna Ebba Leijonhufvud och Svante Sture var dock ovanliga för sin tid och klass då Anna Svantesdotter inte hade några syskon. Fadern, som studerat vid universiteten i Rostock, Frankfurt an der Oder samt Orléans, dog endast ett år efter hennes födelse, 29 år gammal, och hann därmed inte göra något djupt avtryck i det politiska livet. Anna Svantesdotters framtid som ensam arvtagerska till ätten Stures många egendomar var dock ekonomiskt säkrad. Giftermålet med Axel Oxenstiernas son, Johan, innebar en framtid som en del av det yppersta politiska etablissemanget. Inget om Anna Svantesdotters uppväxt är känt. Det har uppgetts att hon varit hovfunktionär, vilket är troligt med tanke på släktbakgrunden. Men uppgiften har inte kunnat verifieras. Såsom Anna Svantesdotter skymtar i källorna, alltså huvudsakligen efter sin död, var hon en bricka i sin tids maktspel om egendomar och prestige.
Liksom faderns blev även hennes liv kort. Efter en tids sjukdom avled hon 1646 i Tyskland, endast 31 år gammal. Anna Svantesdotter hade önskat sig en plats för den sista vilan i familjen Oxenstiernas gravplats i Jäders kyrka, men modern föredrog att begrava henne i familjen Stures grav i Uppsala vilket det också blev. Eftersom Anna Svantesdotter inte hade fått några barn ärvde modern henne, men testamenterade förmögenheten till sin svärson. Detta tilltag resulterade i en rättslig process vilken så småningom slutade med att släktingarna Ebba Brahe och Ebba Grip fick del av arvet. Med Anna Svantesdotter dog ätten Sture ut.